# Les Quatre Fonctions du Capitoulat toulousain
Les Quatre Fonctions du Capitoulat toulousain est un tableau représentant les quatre fonctions qu’occupaient les capitouls durant le Capitoulat à Toulouse, à savoir la justice, les travaux publics, l’administration des hôpitaux et la police des métiers. Au pied des quatre figures allégoriques, des poids et mesures évoquent la réglementation et la surveillance du commerce. 
D’abord attribuée à Jacques Boulbène, l’œuvre est ensuite réattribuée à Arnaut Arnaut. 